# Margarete Kreiser-Barum
Margarete Kreiser-Barum (* 1902; † 1970 in Einbeck) war eine deutsche Zirkusdirektorin des Circus Barum. 

## Name
Der Name Kreiser stammt von Margaretes Vater Arthur Kreiser. Der Namenszusatz Barum hingegen ist eine Neuschöpfung, die Margaretes Großvater (mütterlicherseits) – der berühmte Tierfänger Carl Froese – ins Leben gerufen hatte. Carl Froese benannte seinen Zirkus „Froese's grosse Menagerie und Raubthier-Circus“ 1907 um auf „Froese Barums grosse amerikanische Karawanen-Menagerie“. Der Name Barum ist klanglich an den berühmten amerikanischen Großzirkus „Barnum Bailey“ angelehnt. Damit versuchte Carl Froese von der Begeisterung rund um den erfolgreichen Zirkus von P.T. Barnum zu profitieren. Der Namenszusatz blieb bestehen, Margarete übernahm ihn später ebenfalls.

## Frühe Jahre
Margarete Kreiser war eine Tochter des Tierpflegers und Dompteurs Arthur Kreiser und der Dompteuse Helene Kreiser (geb. Froese, auch bekannt unter ihrem Künstlernamen Miss Hellio). Einige Jahre nach Margaretes Geburt übernahmen ihre Eltern die Direktion des Unternehmens von Helenes Vater Carl Froese.
Margarete besuchte ein Internat und wollte als 15-jährige Philosophie oder Kunstgeschichte studieren. Von ihrem Vater wurde sie aber dazu gedrängt, ins familieneigene Zirkusunternehmen einzusteigen, welches nach dem Ersten Weltkrieg Mühe hatte an vorherige Erfolge anzuknüpfen.
Im Zirkus begann Margarete sich mit Tierdressur zu beschäftigen und trat bald schon mit ihren eigenen Nummern mit Ponys und einem Elefanten auf.

## Karriere
Nach dem Eintritt Margaretes und ihrer Schwester Alice in den Zirkus eröffneten sich neue Möglichkeiten. Das Unternehmen erlebte in den 1920er-Jahren einen Aufschwung, mittlerweile unter dem Namen Circus Barum. Nach mehreren großen Erfolgen drohte jedoch 1931 wieder der Verkauf des Zirkus. Vater Arthur Kreiser brachte in den kommenden Jahren keine Energie mehr auf, den Zirkus erneut vor dem Konkurs zu retten und übergab das Unternehmen seiner Tochter Margarete. Diese verkaufte ihren persönlichen Besitz und schaffte es, den Zirkus trotz finanziellen Schwierigkeiten weiterzuführen.
1935 ging sie erstmals mit ihrer Zirkusgesellschaft als Direktorin auf Tournee. Den Großteil des Programms stellten Margarete und Alice selbst, der Schwerpunkt lag weiterhin auf der Tierdressur. Während der Kriegsjahre wurde es schwierig zu touren. Zudem zog der Zirkus den Verdacht des NS-Regimes auf sich, weil der Name Barum zu wenig deutsch anmutete. Die Direktorin unterließ es jedoch, Allianzen mit den Nationalsozialisten einzugehen, was ihr nach Kriegsende zugutekommen sollte. Sie erhielt Unterstützung von den Alliierten, u. a. in Form einer Spielerlaubnis, und konnte sich ein Ersatz für das im Krieg beschädigte Zelt beschaffen. Ab diesem Zeitpunkt begann eine langanhaltende, von Erfolgen geprägte Ära des Circus Barum unter der Leitung von Margarete Kreiser-Barum.
In ihrer Zeit als Direktorin war es Margarete wichtig, dass ihr Zirkus ordentlich und gut strukturiert war. Sie legte großen Wert darauf, dass der Zirkus ernst genommen wurde und keine Vorurteile gegenüber dem sogenannten fahrenden Volk bestätigte. Daher erließ sie diverse Regeln zu Themen wie Kleidung, Hygiene und Ordnung in ihrem Betrieb. 

## Leben
In der Hochphase des Circus Barum schrieb die Frauenzeitschrift Constanze über Margarete Kreiser-Barum: „Diese tüchtige Frau ist nicht nur Chefin, sie ist Herrin über eine rollende Stadt.“ Diese Beschreibung steht sinnbildlich für die Lebenshaltung der Direktorin, welche sich deutlich von den zeitgenössischen weiblichen Rollenbildern unterscheidet: Die Zigarillo rauchende Krawattenträgerin Margarete Kreiser-Barum trug einen Kurzhaarschnitt, bereiste mit einer guten Freundin die Welt und konnte ein Flugzeug fliegen. Sie blieb ledig und soll generell Beziehungen zu Frauen präferiert haben, wozu sie sich aber nicht öffentlich äußerte.
Margarete Kreiser-Barum führte ein mondänes Leben; sie bewohnte drei zentral beheizte Zirkuswagen inkl. Schlafzimmer, Büro, Salo und Bad. Damit machte sie klar: Der Zirkus steht mitten in der modernen Gesellschaft und es lässt sich gut Geld verdienen damit.
Mitte der 1960er-Jahre fehlte der Zirkusdirektorin jedoch dann das zur Erneuerung der veralteten Infrastruktur notwendige Kapital. Als 1967 auch noch ihre zwei Elefanten Maya und Tilly starben, stellte der Zirkus im Folgejahr den Betrieb ein und zog ins Winterquartier in Einbeck zurück. Dort verstarb Margarete am 5. August 1970.

## Leistungen
Margarete Kreiser-Barum gehörte zu den berühmtesten Zirkusdirektorinnen in Deutschland, neben Paula Busch und Ida Krone. Sie stieg als junge Erwachsene ins Zirkusunternehmen ein und wurde im Verlauf der Jahre zur engsten Arbeitskollegin ihres Vaters und Direktors Arthur Kreiser. Als sich dieser aus der Direktion zurückzog, übernahm Margarete die Gesamtleitung. Ihr Verdienst war es nicht nur, das Zirkusunternehmen der Familie wieder aufzubauen, sondern es auch erfolgreich durch den Zweiten Weltkrieg zu bringen. Der Zirkusdirektorin gelang abermals ein erfolgreicher Neustart und Wiederaufbau des Zirkus in der Nachkriegszeit. Der gute Ruf überdauerte Margarete Kreiser-Barums Lebzeiten. Kurz nach ihrem Tod übernahm der unter ihrer Direktion auch schon engagierte und mittlerweile berühmte Dompteur Gerd Siemoneit die Restbestände des Circus Barum und betrieb diesen erfolgreich bis ins 21. Jahrhundert weiter.